# Steven Lenhart
Steven Lenhart (Jacksonville, 28 agosto 1986) è un ex calciatore statunitense, di ruolo attaccante.

## Carriera

### Club
Ha giocato nella massima serie nordamericana (statunitense).